# شبیه‌ساز پرواز مایکروسافت (بازی ویدئویی ۲۰۲۰)
شبیه‌ساز پرواز مایکروسافت (انگلیسی: Microsoft Flight Simulator) (شناخته‌شده با عنوان شبیه‌ساز پرواز مایکروسافت ۲۰۲۰) یک بازی در سبک شبیه‌ساز پرواز است که توسط اکس‌باکس گیم استودیوز و Asobo Studio برای پلت‌فرم‌های ویندوز و اکس‌باکس سری اکس و سری اس ساخته شده‌است. این بازی در ۱۸ اوت ۲۰۲۰ برای مایکروسافت ویندوز منتشر شد. این یازدهمین قسمت از سری‌های شبیه‌ساز پرواز مایکروسافت است.
شبیه‌ساز پرواز با ستایش از وفاداری گرافیکی بازی، اما با انتقاد از زمان بارگذاری، مورد تحسین منتقدان قرار گرفت.